# Gabriel Romero
 (juin 2023).
La mise en forme du texte ne suit pas les recommandations de Wikipédia : il faut le « wikifier ».
Les points d'amélioration suivants sont les cas les plus fréquents. Le détail des points à revoir est peut-être précisé sur la page de discussion.
- Les titres sont pré-formatés par le logiciel. Ils ne sont ni en capitales, ni en gras.
- Le texte ne doit pas être écrit en capitales (les noms de famille non plus), ni en gras, ni en italique, ni en « petit »…
- Le gras n'est utilisé que pour surligner le titre de l'article dans l'introduction, une seule fois.
- L'italique est rarement utilisé : mots en langue étrangère, titres d'œuvres, noms de bateaux, etc.
- Les citations ne sont pas en italique mais en corps de texte normal. Elles sont entourées par des guillemets français : « et ».
- Les listes à puces sont à éviter, des paragraphes rédigés étant largement préférés. Les tableaux sont à réserver à la présentation de données structurées (résultats, etc.).
- Les appels de note de bas de page (petits chiffres en exposant, introduits par l'outil «  Source ») sont à placer entre la fin de phrase et le point final[comme ça].
- Les liens internes (vers d'autres articles de Wikipédia) sont à choisir avec parcimonie. Créez des liens vers des articles approfondissant le sujet. Les termes génériques sans rapport avec le sujet sont à éviter, ainsi que les répétitions de liens vers un même terme.
- Les liens externes sont à placer uniquement dans une section « Liens externes », à la fin de l'article. Ces liens sont à choisir avec parcimonie suivant les règles définies. Si un lien sert de source à l'article, son insertion dans le texte est à faire par les notes de bas de page.
- La présentation des références doit suivre les conventions bibliographiques. Il est recommandé d'utiliser les modèles {{Ouvrage}}, {{Chapitre}}, {{Article}}, {{Lien web}} et/ou {{Bibliographie}}. Le mode d'édition visuel peut mettre en forme automatiquement les références.
- Insérer une infobox (cadre d'informations à droite) n'est pas obligatoire pour parachever la mise en page.

Pour une aide détaillée, merci de consulter Aide:Wikification.
Si vous pensez que ces points ont été résolus, vous pouvez retirer ce bandeau et améliorer la mise en forme d'un autre article.
 (juin 2023).
Gabriel Romero (Sabanagrande, 20 septembre 1943), plus connu sous le nom de Gabriel "Rumba" Romero ou El Cumbiambero Mayor, est un auteur-compositeur-interprète, musicien et chef d'orchestre colombien.

## Biographie
Alors qu'il était encore un jeune garçon de 10 ans, Gabriel avait déjà formé un groupe de musique avec quelques camarades d'école et se produisait lors des fêtes patronales pour interpréter les chansons de Guillermo Buitrago et Pacho Galán (es). Il se souvient également des moments où, après l'école, il s'arrêtait avec ses amis pour assister aux répétitions de l'orchestre de ce dernier, « le plus important à l'époque en Colombie ».
Un jour, en observant une répétition de cet orchestre composé de 22 musiciens, Gabriel dit à ses camarades : « Quand je serai grand, je serai chanteur de ce groupe ». Ce rêve se réalisa lorsqu'il remporta un concours radiophonique sur Emisoras Unidas, dans la capitale de l'Atlántico. Ce concours ouvrit définitivement la porte de sa carrière musicale, car Pacho lui offrit l'opportunité de chanter avec son groupe. Gabriel Romero ne voulait pas apprendre à jouer d'un instrument pour ne pas se retrouver à un autre poste que celui de chanteur au sein des orchestres.
En 1969, il eut l'opportunité de sa vie : enregistrer une chanson que le maître José Barros avait apportée dans son sac depuis les confins lointains du Magdalena Grande, El Banco. Il s'agissait de La Piragua, un succès qui marqua le début de sa véritable carrière musicale. Il se rendit alors à Medellín et enregistra cette belle cumbia avec l'orchestre paisa Los Black Stars dirigé par le maestro Alfonso Fernández Ochoa. Ils co-produisirent également d'autres grands succès avec cette formation tels que : "Violencia", "Ave pa' ve", "Qué bueno está el cumbión", "El hijo de don Roque", "Los doctores", "El minero", etc. Par la suite, il enregistra ses propres succès avec son propre orchestre, tels que La Subienda, "Las Lavanderas", "El Machete", "La Caldereta", "Me Importa un Carajo", "El Porro Sabanero", "El Cumbiambero", "La ñapa", "Muchas gracias Barranquilla".

## Discographie
- A Todo Tren Vol. V (1969)
- ¡En Plena Fiesta! con Gabriel Romero (1975)
- El Campeón (1978)
- El Cumbiambero (1979)
- Gabriel Romero (1981)